# Ruduo
Ruduo (kinesiska: 如多, 如多乡) är en socken i Kina. Den ligger i den autonoma regionen Tibet, i den sydvästra delen av landet, omkring 110 kilometer öster om regionhuvudstaden Lhasa.
Genomsnittlig årsnederbörd är 983 millimeter. Den regnigaste månaden är juli, med i genomsnitt 264 mm nederbörd, och den torraste är november, med 1 mm nederbörd.